# Antigono di Caristo il Giovane
Antigono di Caristo il Giovane (in greco antico: Ἀντίγονος ὁ Καρύστιος?, Antìgonos ò Karystios; in latino Antigonus Carystius; Caristo, I secolo a.C. – I secolo a.C.) è stato uno scrittore greco antico.

## Biografia
Per la biografia di Antigono (che va distinto dall'omonimo erudito e scultore) o, quantomeno, per situarlo a livello cronologico, siamo debitori a Filippo di Tessalonica, che nella sua Corona ne inserì degli epigrammi, come egli stesso afferma nel proemio. Ora, poiché Filippo visse a cavaliere tra I secolo a.C. e I secolo d.C., fino almeno all'epoca di Caligola, è in questo tornio di tempo che Antigono dev'essere vissuto.

## Opere
Fu autore di numerosi epigrammi, di cui ne resta uno nella Antologia Palatina, di tipo allegorico, che, descrivendo una rana bevitrice d'acqua, simboleggia la nota affermazione di Cratino secondo la quale un poeta, se non è ispirato da Dioniso, non può scrivere nulla di bello.
Di lui si conosce anche un poemetto Antipatro, citato da Ateneo di Naucrati, uno scritto Trasformazioni e probabilmente anche un'opera Dello Stile.